# Fabriciana phaeotaenia
Fabriciana phaeotaenia är en fjärilsart som beskrevs av Karl Schawerda 1910. Fabriciana phaeotaenia ingår i släktet Fabriciana och familjen praktfjärilar. Inga underarter finns listade i Catalogue of Life.